# Sangeang
Sangeang é uma ilha das Pequenas Ilhas da Sonda, na Indonésia. Tem 13 km de comprimento e fica a nordeste de Sumbawa. É praticamente desabitada.
O vulcão Sangeang Api, nesta ilha, é um dos mais ativos da região.

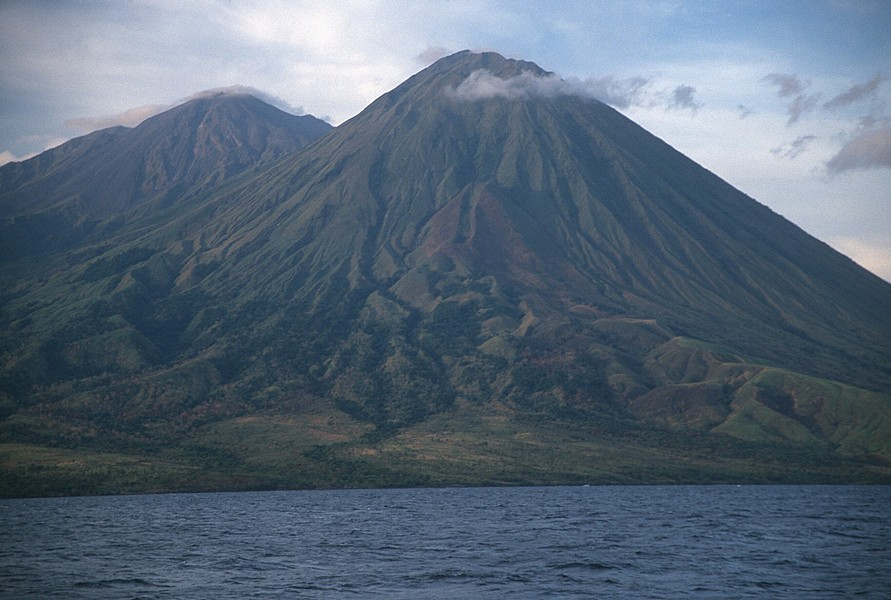
Paisagem de Sangeang